# Some Kind of Wonderful
Some Kind of Wonderful es una película estadounidense de 1987 dirigida por Howard Deutch y protagonizada por Eric Stoltz, Mary Stuart Masterson y Lea Thompson. Es uno de los muchos exitosos dramas juveniles escritos por John Hughes en la década de 1980.

## Sinopsis
La película está ambientada en la estricta jerarquía social de una escuela secundaria pública norteamericana en los suburbios de Los Ángeles. El mecánico Keith Nelson y su amiga Watts, de quien se piensa es lesbiana, aspiran a mejorar su posición social. Cuando Keith invita a salir a la chica más popular y atractiva de la escuela, Amanda Jones, Watts se da cuenta de que sus sentimientos por él son mucho más profundos.

## Reparto
| Actor                 | Personaje              |
| --------------------- | ---------------------- |
| Eric Stoltz           | Keith Nelson           |
| Mary Stuart Masterson | Watts                  |
| Lea Thompson          | Amanda Jones           |
| Craig Sheffer         | Hardy Jenns            |
| John Ashton           | Cliff Nelson           |
| Elias Koteas          | Duncan                 |
| Molly Hagan           | Shayne                 |
| Maddie Corman         | Laura Nelson           |
| Jane Elliot           | Carol Nelson           |
| Candace Cameron       | Cindy Nelson           |
| Chynna Phillips       | Mia                    |
| Scott Coffey          | Ray                    |
| Carmine Caridi        | Guardia del museo      |
| Lee Garlington        | Instructor de gimnasio |
| Pamela Anderson       | Invitada a la fiesta   |